# Црвене алге
Црвене алге (Rhodophyta, од грч. ῥόδον = црвен, и грч. φυτόν = биљка) су велика група углавном вишећелијских алги. Постоји између 5.000 и 6.000 рецентних врста, мада постоје и извори који тврде да има око 10.000 врста. То су углавном морске, бентосне алге. Најчешће насељавају топла мора и то углавном на већим дубинама, где се не осећа ударна јачина таласа. Једно од карактеристичних својстава ових алги је да током онтогенетског развића немају стадијуме који се крећу уз помоћ бичева.

## Специфичности грађе вегетативне ћелије
Ћелија садржи вишеслојан ћелијски зид. Унутрашњи слојеви су изграђени од целулозе, док су спољашњи слојеви изграђен од пектина. Међу црвеним алгама има представника чији су ћелијски зидови прожети калцијум карбонатом и магнезијум карбонатом. Највише су калцификовани пектински слојеви, целулозни слојеви су мање калцификовани и идући ка протопласту калцификација се смањује.
Цитоплазма се код црвених алги налази уз ћелијски зид, док средину ћелије заузима вакуола. Већина црвених алги има једно једро, мада има и вишеједарних представника. Kод ових алги једро је мало.
Црвене алге врше фотосинтезу преко посебних облика хроматофора - родопласта. У ћелији ових алги се налази један или више родопласта. Најпримитивнији облици имају један, звездаст родопласт са пиреноидом, док се код сложенијих алги налазе плочасти или тракасти родопласти без пиреноида. Око родопласта се налази двострука мембрана, а у унутрашњости су појединачни тилакоиди. У родопластима се налазе хлорофил a и d, каротени (α и β каротен), ксантофили (зеакстин, лутеин, неоксантином) и фикобилини (црвени: фикоеритрин и плави: фикоцијанин и алофикоцијанин). Фикобилини се налазе на површини тилакоида. Количина пигмената у родопластима варира у зависности од врсте алге. Резервна супстанца, која настаје као продукт фотосинтезе, је флоридеа скроб (угљени хидрат сличан амилопектину и гликогену). Флоридеа скроб се одлаже у виду малих зрнаца, која се налазе у цитоплазми или око пиреноида (код оних алги које имају пиреноиде). Сем флоридеа скроба код црвених алги се као резервне материје јављају још и шећери (флоридозид, сахароза...), алкохоли, масти (холестерол, силостерол, фукостерол...).
Неке алге из класе Florideophyceae имају жлездасте (мехурасте) ћелије - посебно диференциране, безбојне ћелије испуњене једињењима јода или ређе брома. Не постоји општеприхваћена теорија о улози ових ћелија тако да постоје мишљења да су оне: места за складиштење резервних супстанци, мехури за пливање или непотпуно развијене спорангије.
Неке алге из класе Florideophyceae поседују ћелије које израстају у длаке. Длаке могу бити једноћелијске и вишећелијске. У ћелијама које образују длаке постоји цитоплазма и једро, док током диференцијације родопласти нестају.

## Грађа талуса
Талус већине црвених алги је вишећелијски. Само најпримитивнији представници (из класе Bangiophyceae) имају једноћелијски или колонијални талус. Многе црвене алге имају хетеротрихалан талус, а највећи број има псеудопаренхиматичан талус, док су алге са правим паренхиматичним талусом доста ретке.
Талус црвених алги може бити:
1. једноћелијски или колонијски - ретко се среће, нпр. код рода
2. кончаст (родови Rhodocorton, Bangia)
3. паренхиматичан (род Porphyra)
4. једноосовински
5. вишеосовински (Batrachospermum)

## Размножавање
Црвене алге се размножавају бесполно (вегетативно и спорулативно) и полно.
Вегетативно размножавање се остварује простом деобом (код једноћелијских облика), раскидањем колоније или откинутим деловима талуса.
Приликом спорулативног размножавања, ствара се одређени вид спора (зооспоре, планоспоре, апланоспоре, аутоспоре). Споре се стварају у спорангијама које могу бити моноспорангије, тетраспорангије и ретко полиспорангије. У моноспорангијама се налази по једна спора, док се у тетраспорангијама образују 4 споре. У спорангијама црвених алги се ретко образује више од 4 спора, а тада се оне зову полиспорангије. Код Bangiophyceae се моноспоре могу образовати у било којој вегетативној ћелији талуса, док се код Florideophyceae образују само у моноспорангијама. Моноспорама се размножавају представници класе Bangiophyceae и најпримитивнији представници из класе Florideophyceae (ред Nemalionales). Моноспоре немају бичеве, а једно време се могу кретати амебоидно. У спољашњој средини, после неког времена, добијају ћелијски зид и почињу да клијају. Највећи број врста црвених алги се размножава помоћу тетраспора. Према начину деобе и распореду тераспора постоје три типа тетраспорангија: крстасти, зонални и тетраедални. Тетраспорангије се углавном налазе на крајевима бочних грана ограниченог раста. Ретко се јављају у средини кончастог тела алги (интеркаларно). Тетраспорангије могу да се развијају појединачно или у групама; на целој јединци, или само на посебним деловима. Тетраспоре су, као и моноспоре, гимнопласти (немају сталан ћелијски омотач), а ћелијски зид настаје око њих тек када напусте тетраспорангију и причврсте се за подлогу.
Скоро све врсте црвених алги се размножавају и полно. Само се неке примитивне врсте из класе Bangiophyceae не размножавају полно. Полно се размножавају оогамијом. Имају мушке полне органе (антеридије) и женске (карпогоне). Антеридије су ситне и безбојне. Углавном су груписане у сорусе, мада могу бити и расуте по талусу. У антеридијама се стварају мушки гамети (спермације) који су лоптасти, једноједарни, најчешће безбојни, непокретни и немају чврст ћелијски омотач. Када се ослободе из антеридија, гамете вода пасивно преноси и они тако стижу до женских полних органа - карпогона. Женски гамет (јајна ћелија) не напушта карпогон. Карпогон углавном има изглед боце и састоји се од доњег, проширеног дела и вршног дела - трихогона. Једро се углавном налази у доњем, проширеном делу. Карпогон углавном настаје на карпогенској грани, која је изграђена од неколико безбојних ћелија. Антеридије и карпогони се углавном развијају на различитим јединкама. Када мушки гамет (спермација) стигне до трихогена, спаја се са женским гаметом и настаје зигот.

## Распрострањеност
Црвене алге су широко распрострањени организми. Живе у обалским зонама скоро свих мора, мада су у хладним морима мање заступљене него у топлим. Један од важних еколошких фактора који утиче на њихову распрострањеност је температура. Неке всте су врло осетљиве и не подносе колебања већа од 5 °. Мали је број алги која могу да поднесу већа колебања температуре. Постоји и око 200 врсти у слатким водама. Врсте неких родова као што су нпр. родова Batrachospermum, Lemanea, Bangia живе у чистим, брзотекућим водама, са доста кисеоника. Врсте које живе у слатким водама су примитивније од морских. Црвене алге су најзаступљеније у водама тропских мора. У њима су ситнијих димензија. Велики број врста живи и у умереноконтиненталним морима. Ту достижу веће величине. У хладним, северним и јужним, морима број врста је веома мали.
Црвене алге расту на различитим дубинама. Већина врста црвених алги насељава дубинске зоне воде. Има их и на дубинама од 250 метара. Врсте које живе на већим дубинама су углавном тамноцрвене боје, док су они из плићих вода најчешће жутозелене боје. Највећи број црвених алги налази се у дубинама између 20 и 40 метара. Највећи број врста су бентосне алге. Живе причвршћене за стене, љуштуре шкољки и предмете у води. Има и оних које живе епифитски на другим алгама и биљкама (не наносећи им штету). Међу црвеним алгама постоје и ендофитни облици и паразити. Ендофити живе делимично или потпуно у телима других алги или биљака. Код ендофитних и паразитских облика талус је редукован.

## Значај црвених алги
Црвене алге су значајне као примарни продуценти органских супстанци и кисеоника. Поједине се користе у прехрамбеној (за исхрану људи и животиња) и хемијској индустрији (нпр. производња агара). Калцификоване врсте се понекад додају киселом земљишту ради регулисања киселости.
У исхрани се црвене алге користе као салате, вариво, или као додатак другим јелима. У ту сврху се најчешће употребљавају порфира (Porphyra) и родименија (Rhodymenia). Порфира се у Јапану (где је веома цењена као храна) гаји у посебно припремљеним подводним баштама као повртарска биљка.
Црвене алге се, заједно са другим алгама, скупљају, суше и од њих се припрема алгално брашно. Оно се користи у исхрани стоке и као ђубриво.
У ћелијском зиду неких алги налази се полисахарид из групе фикоколоида агар-агар. Из групе фикоколоид се у индустрији још користе и агароид и карагинин. Агар-агар се добија из тридесетак врсти црвених алги. То је желатинаста супстанца која је способна да дуго времена задржи влажност. У биологији и медицини се користи за прављење подлога на којима се гране микроорганизми, ткива... Агар-агар се користи и као лек код желудачних обољења. У хлебу који користе дијабетичари, уместо скроба користи се агар-агар. И капсуле лекова се праве од агар-агара.

## Класификација
| Класификациони систем по Hwan Su Yoon et al. 2006                                                             | Класификациони систем по Saunders and Hommersand 2004 |
| --- | --- |
| Царство - потцарство - раздео - подраздео - класа - подраздео - класа - класа - класа - класа - класа - класа | Царство - потцарство - раздео - класа - раздео - подраздео - класа - подраздео - класа - Сподраздео - класа - класа - поткласа - поткласа - поткласа - поткласа |